# Leonora von Ottinger
Leonora von Ottinger fue una actriz estadounidense que trabajó en películas mudas y en obras teatrales. Protagonizó 16 películas y principalmente trabajó en la industria teatral.
En Broadway, von Ottinger apareció en The Melting Pot (1909).  Apareció juntó con William Garwood en varios cortometrajes.
Leonora se casó con Benjamin Von Ottinger, quién nació en Larchmont, Nueva York.

## Filmografía
- The Spender (1913)
- His Wife's Child (1913)
- Unto the Third Generation (1913)
- The Matchmakers (1915)
- Vanity Thy Name Is? (1916)
- The Littlest Magdalene (1916)
- Her Husband's Honor (1916)
- A Wife at Bay (1916)
- The Narrow Path (1916)
- The Tell-Tale Step (1917)
- One Bride Too Many (1917)
- A Proxy Husband (1919)
- The Frisky Mrs. Johnson (1920) - Mrs. Birkenread
- The Gilded Lily (1921)
- The Miracle of Manhattan (1921)